# Alma Ezcurra
Alma Lucía Ezcurra Almansa (Madrid, 11 de diciembre de 1986) es una política española del Partido Popular. Ha sido diputada de la Asamblea de Madrid hasta 2024, año en el que fue elegida eurodiputada.

## Biografía
Nació en Madrid en 1986. Tras estudiar la educación básica y el bachillerato en el madrileño colegio de María Inmaculada, se licenció en Derecho en la Universidad Autónoma de Madrid (2004-2008) y completó su formación académica con un máster en Derecho mercantil, en el Centro de Estudios Garrigues.
Inició su actividad profesional trabajando como analista junior en la Fundación para el Análisis y los Estudios SocialeS (FAES); continuándola como asesora en los gabinetes de: Ana Botella, en el Ayuntamiento de Madrid (enero-junio 2012), y Javier Fernández Lasquetty, consejero de Sanidad, en la Comunidad de Madrid (junio de 2012-marzo de 2014).
Posteriormente dio el salto a la administración central, al ser nombrada directora del departamento de Educación, Ciencia, Cultura y Deporte del Gabinete de Presidencia de Mariano Rajoy (mayo 2014-junio 2018). Más tarde fue asesora del Grupo Parlamentario Popular y de la Vicepresidencia del Congreso de los Diputados (septiembre 2018-mayo 2019), y asesora del Grupo Parlamentario Popular (marzo-junio 2023). Anteriormente, pasó por la empresa privada, como directora de asuntos públicos de la consultora Lasker (enero 2021-marzo 2023).
Tras las elecciones autonómicas de 2023 Ezcurra Almansa fue elegida diputada autonómica madrileña, por el Partido Popular. En noviembre de 2023 pronunció un duro discurso contra la Ley de Amnistía de 2023 del Partido Socialista Obrero Español (PSOE) durante el Pleno en la Asamblea de Madrid, que llegó a hacerse viral. Entre otras cosas, señaló que la amnistía es un “fraude democrático” diseñado por “delincuentes”, además de sostener que:

«A mí me parece que, una amnistía sin el perdón de los golpistas y con el único compromiso de que lo van a volver a repetir, no es amnistía, es impunidad. Y la impunidad es servidumbre del Estado hacia los golpistas y de la mayor parte de los españoles hacia unos pocos”

En mayo de 2024 Alberto Núñez Feijóo selecciona a Alma Ezcurra como número tres de una lista al Parlamento Europeo encabezada por tres mujeres
En julio de 2025 es designada por Alberto Nuñez Feijoo como vicesecretaria de organización, número tres del Partido Popular con la responsabilidad de coordinación y la misión de canalizar ideológicamente las propuestas del partido 